# 蓝花子
蓝花子（学名：Raphanus sativus var. raphanistroides）为十字花科蘿蔔屬蘿蔔的变种。分布于朝鲜、日本、台湾以及中国大陆的云南、浙江、四川、广西等地，多生在野生，目前尚未由人工引种栽培。

## 别名
滨菜菔（台湾植物志） 茹菜、冬子菜（广西、四川、云南）